# Вуд, Ивлин
Сэр Генри Ивлин Вуд (англ. Sir Henry Evelyn Wood; 9 декабря 1838 — 2 декабря 1919), британский военный деятель, фельдмаршал (8 апреля 1903). Удостоен Креста Виктории — высшей и наиболее престижной британской награды за отличие в бою.

## Ранние годы
Родился в Крессинге, близ Брейнтри, в графстве Эссекс. Был пятым и самым младшим сыном сэра Джона Пейджа Вуда, 2-го баронета Вуда. Сэр Мэтью Вуд, 1-й баронет Вуд был его дедом, а лорд-канцлер Уильям Вуд, 1-й барон Хезерли — его дядей. Будущий фельдмаршал получил образование в колледже Мальборо (Marlborough College).